# Buschhauser Hammer
Der Buschhauser Hammer ist ein altes Hammerwerk und ein heutiger Ortsteil von Halver im Märkischen Kreis im Regierungsbezirk Arnsberg in Nordrhein-Westfalen (Deutschland).

## Lage und Beschreibung
Der Buschhauser Hammer liegt auf 317 Meter über Normalnull im Nordwesten des Halveraner Stadtgebietes im Tal der Ennepe. Die Nachbarorte sind Osenberg, Ober- und Niederbuschhausen, Ahe, Burbach, Hartmecke und Kreisch.
Der Ort ist über eine Straße zu erreichen, die bei Niederennepe von der Bundesstraße 229 abzweigt und die Ortschaften im Ennepetal anbindet. Südwestlich des Orts liegt die 381 Meter über Normalnull hohe Erhebung Nesselberg.

## Geschichte
Der Buschhauser Hammer wurde erstmals 1830 urkundlich erwähnt und entstand vermutlich vor 1790 als ein Abspliss von Niederbuschhausen. Laut anderen Angaben ist ein Betrieb des Hammerwerks bereits seit 1786 belegt, erst 1961 endete die Nutzung als Wassertriebwerk. Ein mittelschlächtiges und zwei oberschlächtige Wasserräder wurden durch einen Teich und einen Obergraben angetrieben, der von der Ennepe abzweigte.
Nach Aufgabe der Nutzung verfielen die Gebäude teilweise, wurden aber zusammen mit den technischen und wasserbaulichen Anlagen ab 2001 wieder von privater Hand restauriert. Heute wird nach – als Auflage zum Betrieb wurde u. a. der Bau einer Fischtreppe gefordert – im Buschhauser Hammer ein Wasserkraftwerk betrieben, das seit Januar 2006 an 2.520 Stunden im Jahr unter Volllast und an 3.360 Stunden im Jahr unter Teillast 10–12 kWh Strom produziert.